# 市立芦別病院
市立芦別病院（しりつあしべつびょういん、Municipal Ashibetsu Hospital）は、北海道芦別市に所在する公立の病院。

## 概要

### 組織
- 院長
  - 副院長
    - 事務部（長）
      - 事務課
        - 医事係
        - 総務係

    - 医局（長）
      - リハビリテーション室
      - 臨床検査室
      - 臨床工学室
      - 中央放射線室
      - 栄養管理室
      - 地域医療連携室

    - 看護部（長）
      - 副看護部長

    - 薬局（長）
    - 医療安全推進室
      - 感染対策チーム
      - 医療機器安全管理部会
      - リスクマネージメント部会

### 診療科
- 内科
- 皮膚科
- 眼科
- 泌尿器科
- 産婦人科
- 耳鼻咽喉科
- 外科
- 整形外科
- 循環器科
- 麻酔科（休診中）
- 小児科（休診中）

## 沿革
- 1950年（昭和25年）4月 - 北海道厚生農業協同組合連合会芦別厚生病院を芦別町に移管し、町立芦別病院として開設する。
- 1953年（昭和28年）4月 - 市制施行に伴い、市立芦別病院に改称する。
- 1957年（昭和32年）7月 - 総合病院の認可を受ける。
- 1997年（平成9年）10月 - 老人保健施設併設医療機関として認定される。
- 2003年（平成15年）10月 - 管理型臨床研修病院の指定を受ける。